# Carlos Okulovich

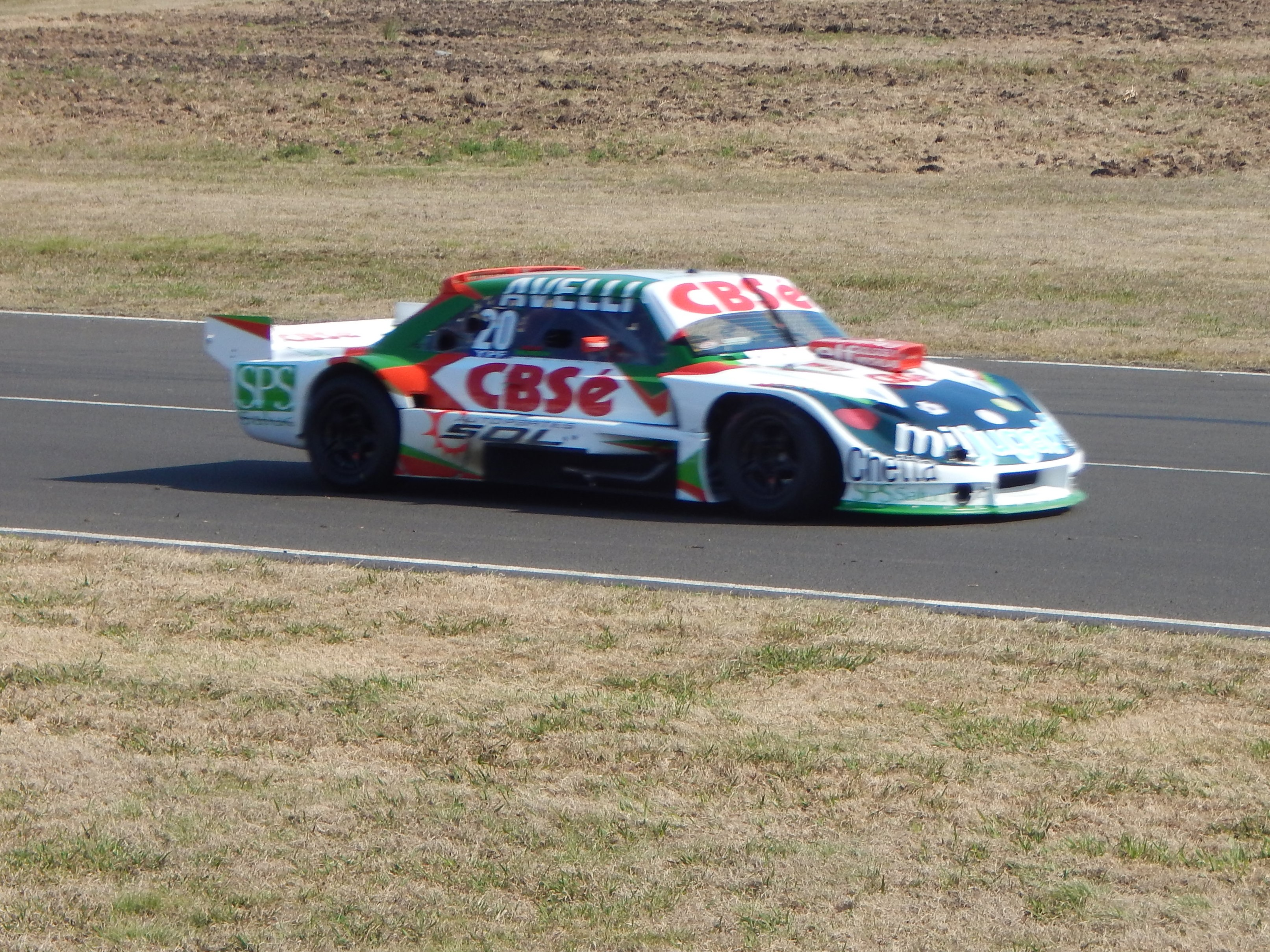
Torino Cherokee de Okulovich del 2015.

Carlos Okulovich (Oberá, Provincia de Misiones, Argentina; 10 de mayo de 1985) es un piloto de automovilismo argentino. Corrió en varias categorías, destacándose en TC2000, Turismo Nacional y Turismo Carretera. Su padre, del mismo nombre, también fue piloto.

## Estadísticas

### TC2000
- Carreras corridas: 50
- Victorias: 0
- Poles: 0
- Récords de vuelta: 1

### TC
- Carreras corridas: 164
- Victorias: 0
- Podios: 2
- Series: 2
- Poles: 0
- Récords de vuelta: 0

## Carrera deportiva
- 1995: (Karting Zonal 60 cc. Misiones)
- 1996: Subcampeón Karting Zonal 60 cc.
- 1997: Campeón Provincial y Zonal (Karting Zonal 60 cc). 4.º Campeonato Pre Junior
- 1998: Subcampeón Provincial (Karting Campeonato Pre Junior), Participa en el Campeonato Argentino de Karting
- 1999: Participa en el (Campeonato Argentino de Karting, cat. Junior
- 2000: Subcampeón (Campeonato Argentino de Karting, cat. Junior), compite en categorías zonales("Cafeteras" Motores Ford 260HP Misiones)
- 2001: Fórmula Renault Argentina (Crespi Juniors)
- 2002: Fórmula Renault Argentina (Crespi y Castro Racing Team). 3 poles y un triunfo.
- 2003: Clase 2 y 3 del Turismo Nacional
- 2004: Turismo Nacional Clase 3 (Honda Civic - Alisi), TC2000 (Peugeot 307)
- 2005: TC2000 (Chevrolet Oficial), Turismo Nacional Clase 3 (Honda Civic - Alisi)
- 2006: TC2000 (Honda Oficial), Turismo Nacional Clase 3 (Honda Civic - Alisi) y Turismo Carretera (Chevrolet, Emilio Satriano)
- 2007: TC2000 (Honda Oficial)
- 2008: TC2000 (Honda Oficial), Turismo Carretera (Torino, Dole Racing), Turismo Nacional Clase 3 (Honda Civic VIII - Alisi)
- 2009: Turismo Carretera (Torino, Dole Racing), Subcampeón Turismo Nacional Clase 3 (Honda Civic VIII - Alisi)
- 2010: Turismo Carretera (Chevrolet, Arana Ingeniería Sport), Campeón de la Turismo Nacional Clase 3 (Honda Civic VIII)
- 2011: Turismo Carretera (Torino, Maquin Parts), Clase 3 del Turismo Nacional (Honda Civic VIII - Alisi)
- 2012: Turismo Carretera (Dodge, Catalán Magni Motorsport, Clase 3 del Turismo Nacional (Renault Sport Team Oficial Fluence - Alisi)
- 2012: Turismo Carretera (Torino, Maquin Parts), Turismo Nacional Clase 3 (Renault Sport Team Oficial Fluence - Alisi)
- 2013: Turismo Carretera (Torino, Maquin Parts), Turismo Nacional Clase 3 (Renault Sport Team Oficial Fluence - Alisi)
- 2013: Turismo Carretera (Torino, Maquin Parts)
- 2014: Turismo Carretera (Torino, Maquin Parts)
- 2015: Turismo Carretera (Torino, Maquin Parts)
- 2016:  Turismo Nacional Clase 3 (Ford Focus)
- 2017: Turismo Carretera (Torino Cherokee), Maquin Parts Racing, Turismo Nacional Clase 3 (Ford Focus), Martos Competición
- 2018: Turismo Carretera (Torino Cherokee), Maquin Parts Racing, Turismo Nacional Clase 3 (Ford Focus), Martos Competición

## Resultados

### Turismo Competición 2000
| Año  | Equipo                      | Auto               | 1    | 2   | 3   | 4   | 5   | 6   | 7   | 8   | 9   | 10  | 11  | 12    | 13  | 14  | Res. | Puntos |
| ---- | --------------------------- | ------------------ | ---- | --- | --- | --- | --- | --- | --- | --- | --- | --- | --- | ----- | --- | --- | ---- | ------ |
| 2004 |                             |                    | GR   | VIE | SJU | PAR | SL  | OBE | AG  | CON | RC  | SRA | BB  | BA    | RAF | MDP | 12.º | 42     |
| 2004 | EF Racing                   | Peugeot 307        | 6    | 5   | 5   | 7   | 14  | Ret | Ret | Ret | Ret | Ret | 5   | Ret   |     | 8   | 12.º | 42     |
| 2005 |                             |                    | BA I | PAR | VIE | SJU | OLA | AG  | CUR | OBE | RAF | SRA | CON | BA II | SL  | GR  | 16.º | 24     |
| 2005 | Chevrolet Elaion Pro Racing | Chevrolet Astra II | 3    | Ret | 13  | 12  | 17  | Ret | 6   | Ret | Ret | Ret | Ret | 11    | 9   | 8   | 16.º | 24     |
| 2006 |                             |                    | BA I | OLA | CR  | VIE | SFE | SJU | SRA | RES | CUR | SMM | GR  | BA II | OBE | PAR | 14.º | 31     |
| 2006 | Honda Petrobras Lubrax      | Honda Civic VII    | Ret  | 9   | 10  | 3   | Ret | 16  | Ret | Ret | Ret | Ret | 17† | Ret   | 4   | 12  | 14.º | 31     |
| 2007 |                             |                    | CR   | GR  | BB  | SMM | SJU | SP  | AG  | SFE | SRA | VIE | BA  | OBE   | SL  | PDE | 11.º | 39     |
| 2007 | Honda Petrobras             | Honda Civic VIII   | Ret  | Ret | 2   | 8   | NL  |     |     |     |     |     | 7   | 2     | 9   | Ret | 11.º | 39     |
| 2008 |                             |                    | PAR  | SAL | GR  | SFE | SJU | RES | AG  | BA  | OBE | TRH | VIE | SMM   | PDF | PDE | 12.º | 58     |
| 2008 | Honda Petrobras             | Honda Civic VIII   | 8    | 5   | 3   | 7   | Ret | 16  | 9   | 10  | 6   | 10  | 21† | 5     | 8   | 11  | 12.º | 58     |
| 2009 |                             |                    | AG   | GR  | OBE | SMM | TRH | RES | BA  | CEN | SFE | SFE | SJU | SJU   | PDF |     | -    | -      |
| 2009 | Toyota Team Argentina       | Toyota Corolla X   |      |     |     |     | 10  |     | Ret |     |     |     |     |       | Ret |     | -    | -      |
| 2011 |                             |                    | GR   | SFE | SFE | SMM | SJU | RES | AG  | TRH | LPL | TRE | JUN | PDF   | PAR |     | -    | -      |
| 2011 | Renault Lo Jack Team        | Renault Fluence    |      |     |     |     |     |     |     |     | 6   |     |     |       |     |     | -    | -      |

#### Copa Endurance Series
| Año  | Equipo                | Auto             | 1   | 2   | 3   | Res. | Puntos |
| ---- | --------------------- | ---------------- | --- | --- | --- | ---- | ------ |
| 2009 |                       |                  | TRH | BA  | PDF | 26.º | 1      |
| 2009 | Toyota Team Argentina | Toyota Corolla X | 10  | Ret | Ret | 26.º | 1      |

### Súper TC 2000
| Año  | Equipo                       | Auto          | 1    | 2   | 3   | 4   | 5   | 6   | 7   | 8   | 9   | 10  | 11    | 12  | 13 | 14 | Res. | Puntos |
| ---- | ---------------------------- | ------------- | ---- | --- | --- | --- | --- | --- | --- | --- | --- | --- | ----- | --- | -- | -- | ---- | ------ |
| 2017 |                              |               | BA I | PDF | SMM | ROS | ROS | TRH | RAF | OBE | SFE | SFE | BA II | SJU | GR | AG | -    | -      |
| 2017 | Team Peugeot Total Argentina | Peugeot 408 I |      |     |     |     |     |     |     |     |     |     | 21†   |     |    |    | -    | -      |

### Turismo Nacional
- Campeón: 2010
- Subcampeón: 2019
- Victorias (6): Salta 2003, Salta 2004, Posadas 2008, La Plata 2010, La Rioja 2010, El Villicum II 2020.

### TCR South America
| Año  | Equipo         | Auto             | 1   | 2   | 3   | 4   | 5   | 6   | 7   | 8   | 9   | 10  | 11 | 12 | 13  | 14  | Pos. | Pts. |
| ---- | -------------- | ---------------- | --- | --- | --- | --- | --- | --- | --- | --- | --- | --- | -- | -- | --- | --- | ---- | ---- |
| 2022 |                |                  | VEL | VEL | INT | GOI | GOI | RIV | RIV | EPI | EPI | TRH | BA | BA | VIL | VIL | 23.º | 64   |
| 2022 | PMO Racing     | Peugeot 308 TCR  |     |     | Ret |     |     |     |     |     |     |     |    |    |     |     | 23.º | 64   |
| 2022 | PMO Motorsport | Lynk & Co 03 TCR |     |     |     |     |     |     |     |     |     | 3   |    |    |     |     | 23.º | 64   |

## Palmarés
| Título     | Año  | Auto             | Campeonato               | País      |
| ---------- | ---- | ---------------- | ------------------------ | --------- |
| Subcampeón | 2009 | Honda Civic VIII | Turismo Nacional Clase 3 | Argentina |
| Campeón    | 2010 | Honda Civic VIII | Turismo Nacional Clase 3 | Argentina |

- [1]

## Reconocimientos
| Año  | Reconocimiento                                        | Categoría                                                                     | País      |
| ---- | ----------------------------------------------------- | ----------------------------------------------------------------------------- | --------- |
| 2010 | Fiesta del Deporte en Misiones Diario Primera Edición | Oro Consagración Mejor Piloto de Misiones de Automovilismo Nacional (Ganador) | Argentina |
| 2012 | Fiesta del Deporte en Misiones Diario Primera Edición | Mejor Piloto de Misiones de Automovilismo Nacional (Nominado)                 | Argentina |